# 印度新錫伯鯰
印度新錫伯鯰，為輻鰭魚綱鯰形目北非鯰科的其中一種，分布於亞洲印度克里希納河及Pennar河流域，體長可達15公分，棲息在流動緩慢的溪流，屬肉食性，生活習性不明。

## 擴展閱讀
維基物種上的相關：印度新錫伯鯰